# Габријеле Фалопио
Габријеле Фалопио (итал. Gabriele Falloppio; рођен 1523. у Модени, умро 9. октобра 1562. у Падови) је био италијански хирург, анатом и ботаничар. Дао је велики допринос познавању уха и полних органа. Опсервације приликом сецирања лешева забележио је у делу Observationes anatomicae из 1561. године.
Медицину је студирао на универзитету у Ферари, у то време једној од најбољих медицинских школа у Европи. Након што је дипломирао радио је у разним медицинским школама, да би касније постао професор анатомије у Ферари 1548. године.
Открио је Фалопове тубе (јајовод) који повезују јајнике с материцом и неколико главних нерава главе и лица. Описао је полукружне канале уха и дао је називе за вагину, плаценту, клиторис, непце и пуж (шупљина у унутрашњем уху).